# Bois-Bernard
Bois-Bernard is een gemeente in het Franse departement Pas-de-Calais (regio Hauts-de-France) en telt 827 inwoners (2021). De plaats maakte deel uit van het arrondissement Arras, maar door de beslissing van 20 december 2016 werd de gemeente op 1 januari 2017 overgedragen aan het arrondissement Lens.

## Geografie
De oppervlakte van Bois-Bernard bedraagt 4,0 km², de bevolkingsdichtheid is 210,0 inwoners per km².
De onderstaande kaart toont de ligging van Bois-Bernard met de belangrijkste infrastructuur en aangrenzende gemeenten.

## Demografie
Onderstaande figuur toont het verloop van het inwonertal (bron: INSEE-tellingen).

## Geboren in Bois-Bernard
- Barbara Pompili (1975), politicus en minister
- Marine Tondelier (1986), groen politicus